# 데니스 베린치크
데니스 유리요비치 베린치크(우크라이나어: Денис Юрійович Берінчик, 1988년 5월 5일~)는 우크라이나의 권투 선수이다. 2012년 하계 올림픽과 2011년 세계 선수권 대회에서 남자 라이트웰터급 은메달을 획득했다.